# Gabriel Corrado
Gabriel Andrés Andreachi Corrado (ur. 12 grudnia 1960 w Buenos Aires) – argentyński aktor telewizyjny i filmowy.
Jest jednym z trzech synów nauczycielki, ma dwóch braci – Fernando, publicystę i Guillermo, pisarza i dziennikarza. Przez dwa i pół roku studiował medycynę. Jednak ostatecznie zdecydował się na aktorstwo. W 1982 roku zadebiutował na małym ekranie w programie Pantalones Azules. Na dużym ekranie wystąpił po raz pierwszy w dreszczowcu Apartament zero (Apartment Zero, 1988) u boku Harta Bochnera i Colina Firtha. Sławę przyniosły mu jednak telenowele: Tajemnicza dama (La Extraña dama, 1989) jako Aldo Guillón, Manuela (1991) jako Rodolfo 'Rudy', Księżniczka (Princesa, 1992), Czarna perła (Perla negra, 1994-1995), Dziki księżyc (Luna salvaje, 2000) jako Gonzalo 'Gonza' Guelar, Ostatnia minuta (Tiempofinal, 2000-2002) oraz Sidła miłości (Juanita, la soltera, 2006).
10 marca 1989 poślubił bizneswoman Constanzę Feraud. Mają troje dzieci – syna Lucasa (ur. 1990) oraz dwie córki – Maríę Lucíę (ur. 1992) i Clarę (ur. 1998).